# Brevipalpus physali
Brevipalpus physali är en spindeldjursart som beskrevs av De Leon 1961. Brevipalpus physali ingår i släktet Brevipalpus och familjen Tenuipalpidae. Inga underarter finns listade.